# Серра-ду-Еспіньясу
Гори Еспіньясу або Серра-ду-Еспіньясу (порт. Serra do Espinhaço) — гірський ланцюг, розташований на території бразильських штатів Мінас-Жерайс і Баїя. Їх піки досягають висоти між 1100 і 2000 м. Разом з плоскогір'ям Діамантина у штаті Баїя, вони формують вододіл між басейном річки Сан-Франсиску і невеликими річками, які спускаються безпосередньо до Атлантичного океану на сході.
Починаючи з початку XVIII сторіччя, у горах Еспіньясу добувалися золото, алмази та напівдорогоцінні камені, а зараз — високосортний залізняк та марганець. Ці гори — найбільше у світі джерело кристалічного кварцу.